# ابوطالب میرزا
ابوطالب میرزا، (زاده ۱۵۷۵ شیراز – درگذشته ۱۶۱۹ قزوین) چهارمين پسر شاه محمد خدابنده از همسرش ملکه خیرالنساء بیگم بود. 
بعد از قتل حمزه میرزا با اینکه شاه محمد خدابنده قصد داشت دولت را شخصاً اداره کند اما قاتلان حمزه میرزا، ابوطالب میرزا را به عنوان ولیعهد و نایب‌السلطنه انتخاب کردند. با تصرف قزوین به دست شاه عباس یکم و تاج‌گذاری وی، ابوطالب میرزا همراه با شاه محمد خدابنده و سایر شاهزادگان به قلعه الموت که تهماسب میرزا در آنجا بود فرستاده شدند. در سال سوم سلطنت شاه عباس، ابوطالب میرزا و بردارش تهماسب میرزا و اسماعیل میرزا فرزند حمزه میرزا و سلطانعلی میرزا نابینا در سال ۹۹۹ قمری (۱۵۹۱ میلادی) به قلعه طبرک فرستاده شدند و همگی شاهزادگان در آنجا کور شدند و بار دیگر همگی به قلعه الموت فرستاده شدند. سرانجام ابوطالب میرزا در سال ۱۰۲۹ قمری (۱۶۱۹ میلادی) درگذشت.